# Александропольский курган
Александропольский курган — скифский курган, датируемый III веком до н. э., один из больших «царских» курганов Северного Причерноморья. Высота кургана составляет 21 метр, диаметр 101 метр
Курган расположен у бывшего села Александрополь, к востоку от реки Базавлук в Днепропетровской области Украины.
Основные исследования кургана проведены А. Е. Люценко в 1855—1856 годах, в ходе которых курган был полностью раскопан.
Вещи из Александропольского кургана вместе с рядом других комплексов, найденных на территории Украины, были переданы Украинской ССР и во время Великой Отечественной войны 1941—1945 годов погибли. В Эрмитаже сохранилось лишь небольшое число подлинных образцов и гальванокопий.

## Описание
Основание насыпи было обложено огромными камнями и окружено рвом с 2 перемычками. Присутствуют 2 погребальные камеры, которые были разорены, в центре и северо-восточной части насыпи. Центральная камера сохранила остатки погребения женщины и мужчины Также были найдены до 700 золотых бус, подвесок, бляшек и др. украшений, фрагменты костяного ларца, веретена, железного чешуйчатого панциря с золотым покрытием. Не далеко от камеры найдено захоронение взнузданного и осёдланного коня с притороченным к седлу колчаном со стрелами, лежавшего с поджатыми ногами и вытянутой вперёд головой. В дромосе находилось не менее 14 лошадей с богатыми уздечными наборами. Вторая камера содержала остатки женского погребения. Человеческие скелеты найдены у входов в обе камеры. Во входной яме 2-го погребения и в насыпи находились остатки и золотые украшения повозок, бронзовые фигурные навершия, золотые оковки деревянных сосудов, серебряный черпак-киаф и другие предметы обихода. Многие находки из Александропольский кургана выполнены в зверином стиле.